# Park Narodowy Huascarán

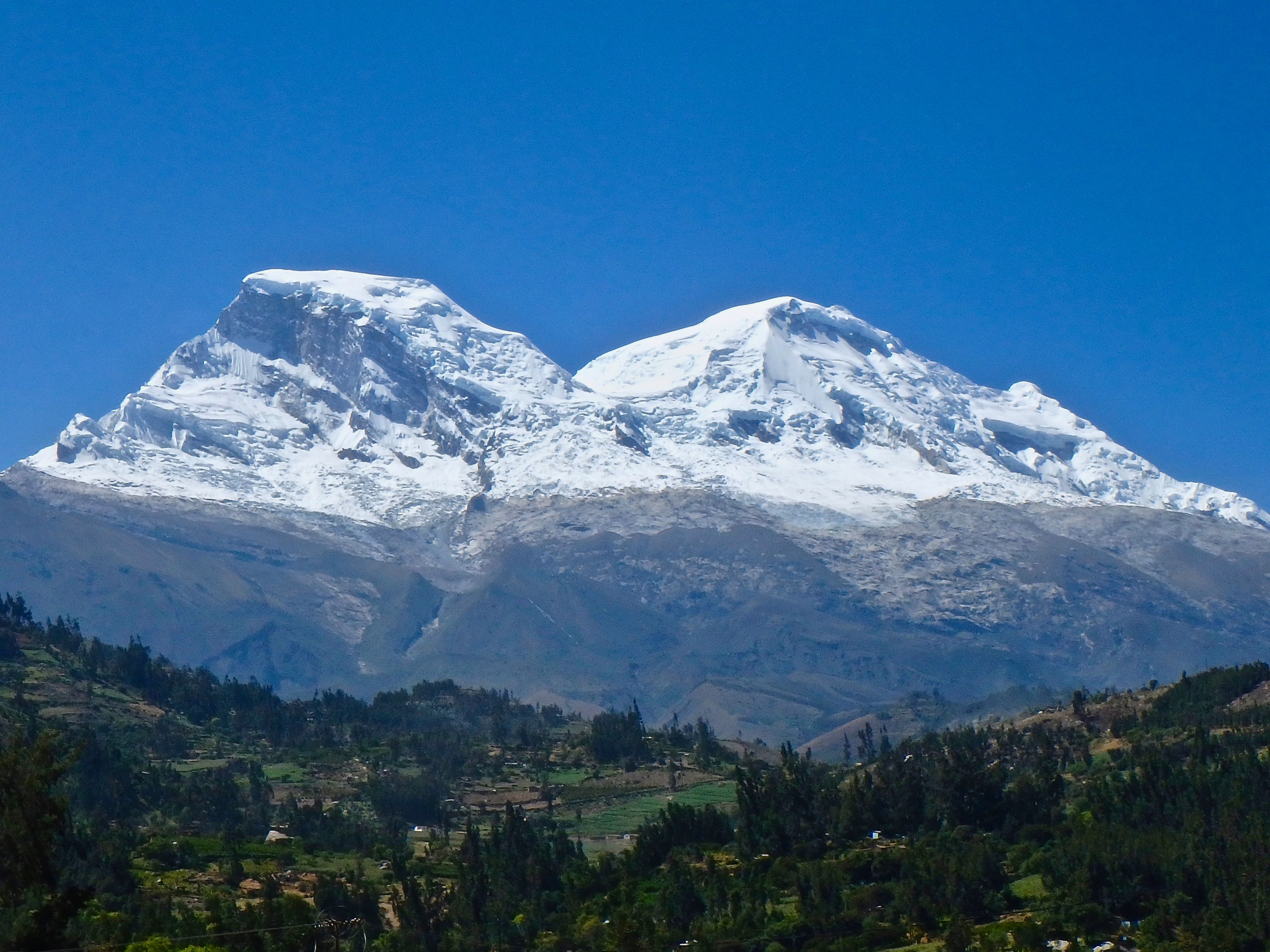
Huascarán

Park Narodowy Huascarán (hiszp. Parque nacional Huascarán) – park narodowy położony w Peru w regionie Ancash (prowincje Huaylas, Yungay, Carhuaz, Huaraz, Recuay, Bolognesi, Pomabamba, Huari, Mariscal, Luzuriaga i Asunción). Został utworzony 1 lipca 1975 roku i zajmuje obszar 3400 km². Od 1977 roku stanowi rezerwat biosfery UNESCO. W1985 roku został wpisany na listę światowego dziedzictwa UNESCO, a w 2008 roku został zakwalifikowany przez BirdLife International jako ostoja ptaków IBA.

## Opis
Park znajduje się w Andach na wysokościach powyżej 2500 m n.p.m. Chroni najwyższe tropikalne pasmo górskie na świecie – Kordylierę Białą z najwyższym szczytem Peru Huascarán (6768 m n.p.m.). W jego granicach znajduje się 16 szczytów powyżej 6000 m n.p.m. oraz około 660 lodowców i 300 jezior pochodzenia lodowcowego. Lodowce zasilają dorzecza rzek Santa, Marañón i Pativilca. W parku występuje mozaika mikroklimatów co powoduje dużą różnorodność roślinności.

## Flora
W parku odnotowano 779 gatunków flory. Reliktowe lasy tworzą tu rośliny z gatunku Buddleja coriacea i rodzaju Polylepis. Powyżej 4500 m n.p.m. występuje paramo i puna oraz torfowiska (bofedales). W parku rośnie m.in.: zagrożona wyginięciem (EN) puja Raimondiego, gatunek o największym kwiatostanie na świecie.

## Fauna
Na terenie parku występuje ponad 120 gatunków ptaków i 10 gatunków ssaków.
Żyjące tu ptaki to zagrożone wyginięciem (EN) czuprynek peruwiański, czywik czarnolicy i świergoszczyk szarosterny, narażone na wyginięcie (VU) kondor wielki, dzierzbotyran białosterny i jemiołusznik, a także m.in.: zbrojówka, kusoń andyjski, rożeniec argentyński, czubokaczka, perkoz białoczuby, łyska wielka, mewa andyjska, koszykarz cynamonowy.
Ssaki występujące w parku to zagrożony wyginięciem (EN) ocelot andyjski, narażone na wyginięcie (VU) andoniedźwiedź okularowy i huemal peruwiański, a także m.in.: ocelot pampasowy, wikunia andyjska, wiskacza peruwiańska, puma płowa, mulak białoogonowy, nibylis andyjski, łasica długoogonowa.